# Soko (Bandung)
Soko is een bestuurslaag in het regentschap Tulungagung van de provincie Oost-Java, Indonesië. Soko telt 1310 inwoners (volkstelling 2010).